# Consulta municipale
In Italia la consulta municipale era l'organo collegiale che durante il fascismo affiancava il podestà. Era composta da almeno 6 consultori nominati dal prefetto o, nelle grandi città, direttamente dal Ministro dell'interno. Aveva funzioni consultive su alcune materie indicate dalla legge e su tutte le altre questioni che il podestà avesse ritenuto di sottoporgli.
L'istituzione fu soppressa alla caduta della dittatura fascista il 25 luglio 1943 e non più ripristinata neanche dalla Repubblica Sociale Italiana.